# Tape art
La tape art è identificata come una forma di street art, evolutasi dal graffitismo, che prevede la creazione di opere d'arte mediante l'uso di nastri adesivi di vario tipo. È possibile identificare all'interno della tape art due correnti principali: la duct tape art e la brown tape art; la prima è caratterizzata dall'utilizzo di nastro adesivo telato (in inglese duct tape o duck tape, appunto) colorato, mentre la seconda si concentra sul gioco di luci e trasparenze che si può ottenere con il nastro da imballaggio di color marrone/avana.

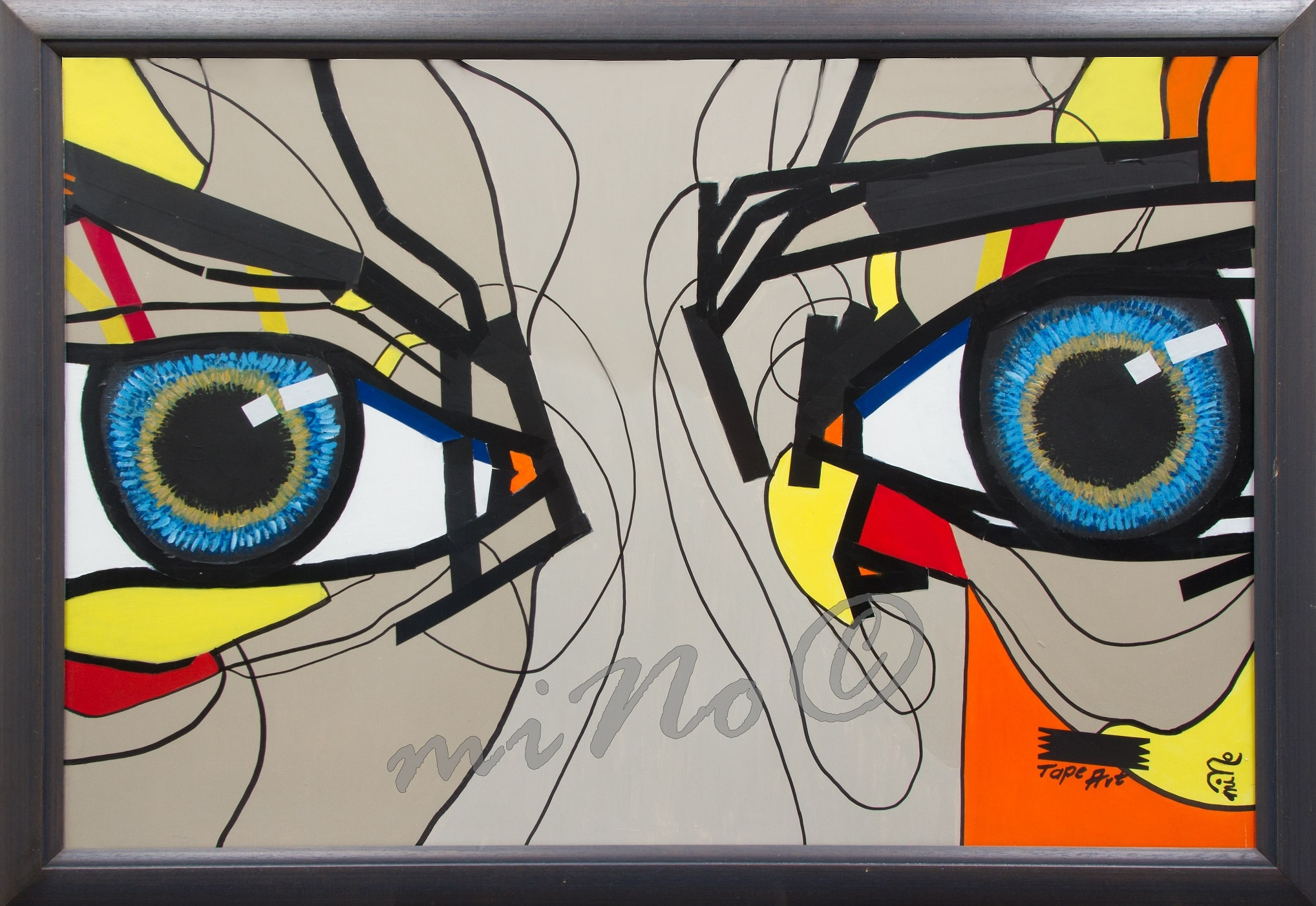
Opera di Tape art

## Storia
Il passaggio del nastro adesivo da strumento di servizio a oggetto artistico è da ricercare intorno al 1945 quando tre artisti, considerati i precursori della tape art, ne hanno sperimentato le caratteristiche in modo non convenzionale: Robert Watts, creando un effetto optical mediante l'applicazione del nastro su un foglio di alluminio, Dieter Roth (conosciuto anche come Dieter Rot e Diter Rot) e Joseph Beuys. 
Negli anni sessanta si ricorda il caso di Mimmo Rotella, artista che inserì il nastro adesivo nei suoi décollage (tecnica adottata dal 1952 in poi).
Tuttavia, la nascita della tape art come movimento artistico e culturale vero e proprio avviene negli anni ottanta del Ventesimo secolo, quando alcuni artisti di strada decidono di esplorare tecniche espressive alternative all'uso delle bombolette spray. Le prime sperimentazioni avvengono a Providence, Rhode Island: i disegni sui muri fatti con il nastro adesivo vengono applicati durante la notte e rimossi 24 ore dopo. La tape art come forma d'arte e come mezzo d'espressione si diffonde e diviene popolare dopo il 2000, dando vita ad eventi e concorsi come "Off the Roll" a New York e "Citytape" in Italia.

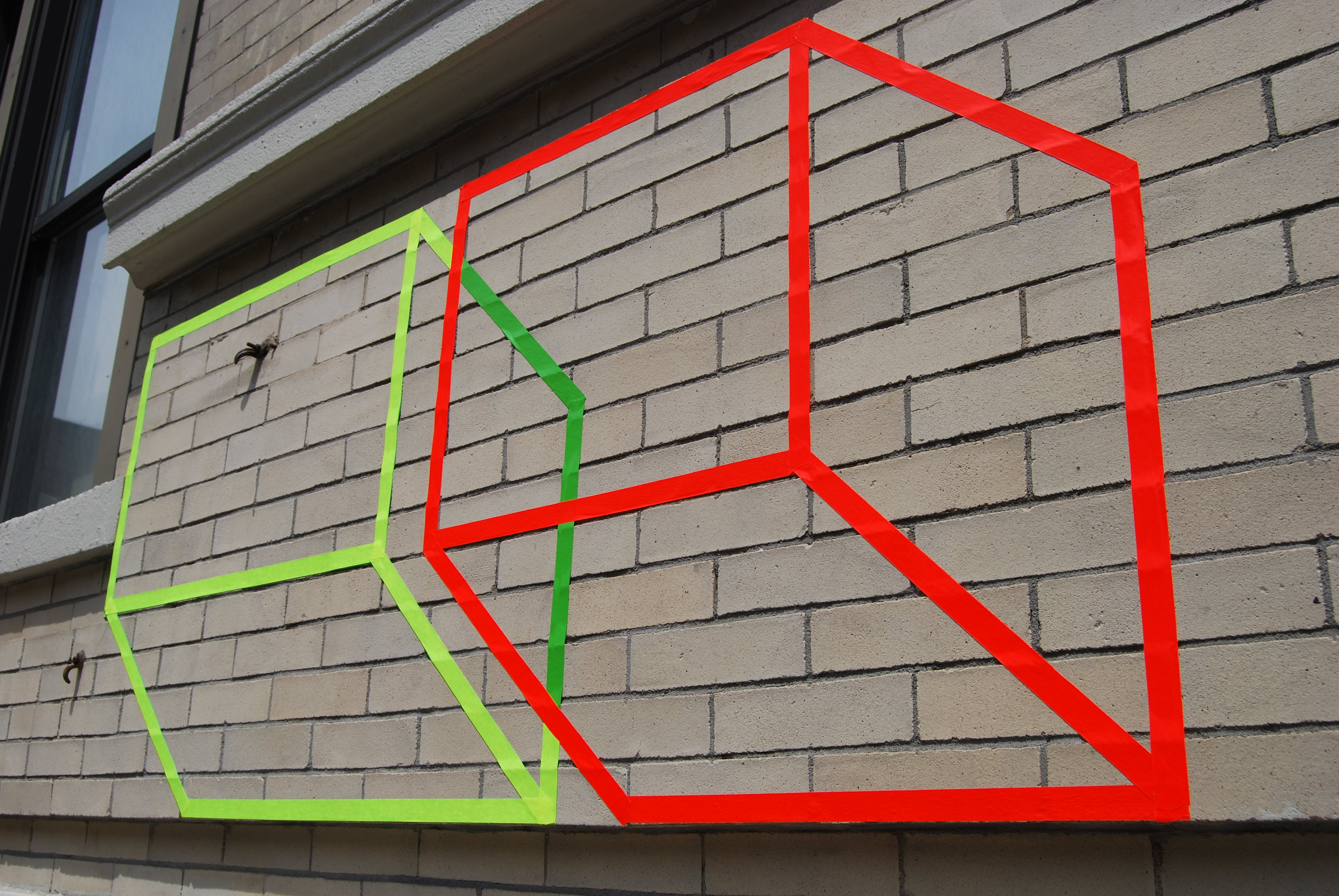

## Caratteristiche
La tape art permette di realizzare opere in modo semplice, veloce e silenzioso: risulta quindi particolarmente indicata per progetti urbani temporanei o di piccole dimensioni. Inoltre, gli elementi che circondano il perimetro dell'opera non necessitano di protezioni, in quanto non si prevede l'uso di pitture o simili.
L'opera d'arte si ottiene applicando il nastro direttamente sui materiali che compongono il paesaggio urbano , purché non bagnati, e gli strumenti necessari all'applicazione sono pochi e facilmente reperibili: nastro adesivo, guanti ed un taglierino, tuttavia, per raggiungere lo spazio dedicato al disegno, può esserci bisogno di utilizzare scale o, in alcuni casi, un montacarichi. 
I lavori scaturiti della tape art possono essere facilmente rimossi senza lasciare segni permanenti, dunque non danneggiano il suolo pubblico.
Per quanto riguarda le installazioni in luoghi chiusi, come mostre o edifici commerciali, la tecnica non varia e il nastro può essere applicato direttamente sulle pareti o, più spesso, su un supporto scelto dall'artista. 
La scelta della tipologia di nastro adesivo varia in base alla preferenze dell'artista.